# John Howcroft
John Howcroft (Bolton, 1874. október 23.  – Southport, 1962. december 27.) angol nemzetközi labdarúgó-játékvezető. Teljes neve John Thomas Howcroft.

## Pályafutása

### Nemzeti kupamérkőzések
Vezetett Kupa-döntők száma: 1.

#### FA Kupa
| Időpont           | Helyszín                        | Mérkőzés típusa | Mérkőzés                         | Eredmény | Nézők száma |
| ----------------- | ------------------------------- | --------------- | -------------------------------- | -------- | ----------- |
| 1920. április 24. | Stamford Bridge Stadion, London | döntő           | Aston Villa–Huddersfield Town FC | 1 : 0    | 50 018      |

### Nemzetközi játékvezetés
Az Angol labdarúgó-szövetség Játékvezető Bizottsága (JB) 1908-ban terjesztette fel nemzetközi játékvezetőnek, a Nemzetközi Labdarúgó-szövetség (FIFA) bíróinak keretébe. Több nemzetek közötti válogatott és klubmérkőzést vezetett. Az aktív nemzetközi játékvezetéstől 1921-ben búcsúzott. Válogatott mérkőzéseinek száma: 18.

#### Olimpia
Az  1908. évi nyári olimpiai játékok labdarúgó tornájának mérkőzésein a FIFA JB bíróként foglalkoztatta.
| Időpont           | Helyszín                   | Mérkőzés típusa | Mérkőzés         | Eredmény | Nézők száma |
| ----------------- | -------------------------- | --------------- | ---------------- | -------- | ----------- |
| 1908. október 22. | White City Stadion, London | egyik elődöntő  | Anglia–Hollandia | 4 : 0    | 6 000       |

#### Brit Bajnokság
1882-ben az Egyesült Királyság brit tagállamainak négy szövetség úgy döntött, hogy létrehoznak egy évente megrendezésre kerülő bajnokságot egymás között. Az utolsó bajnoki idényt 1983-ban tartották meg.
| Időpont           | Helyszín                     | Mérkőzés típusa | Mérkőzés        | Eredmény |
| ----------------- | ---------------------------- | --------------- | --------------- | -------- |
| 1910. március 19. | Windsor Stadion, Belfast     | körmérkőzés     | Írország–Skócia | 1 : 0    |
| 1921. április 9.  | Vetch Field Stadion, Swansea | körmérkőzés     | Wales–Írország  | 2 : 1    |

## Magyar vonatkozás
| Időpont           | Helyszín                                        | Mérkőzés típusa         | Mérkőzés              | Eredmény | Nézők száma |
| ----------------- | ----------------------------------------------- | ----------------------- | --------------------- | -------- | ----------- |
| 1912. május 5.    | Hohe Warte Stadion, Bécs                        | 36. válogatott mérkőzés | Ausztria–Magyarország | 1 : 1    | 11 000      |
| 1912. november 3. | Üllői úti Stadion, Budapest                     | 44. válogatott mérkőzés | Magyarország–Ausztria | 4 : 0    | 30 000      |
| 1913. április 27. | W.A.C (Wiener Athletiksport Club) Stadion, Bécs | 45. válogatott mérkőzés | Ausztria–Magyarország | 1 : 4    | 20 000      |

## Külső hivatkozások
- John Howcroft. World Referee. [2015. április 27-i dátummal az eredetiből archiválva]. (Hozzáférés: 2012. április 21.)
- John Howcroft. footballzz.com. (Hozzáférés: 2012. április 21.)
- John Howcroft. footballdatabase.eu. (Hozzáférés: 2012. április 21.)
- John Howcroft. eu-football.info. (Hozzáférés: 2012. április 21.)
- John Howcroft. linguasport.com. (Hozzáférés: 2012. április 21.)
- John Howcroft. iffhs.de. (Hozzáférés: 2012. április 21.)

| Elődje: H. H. Taylor | FA kupa döntő 1920 | Utódja: J. Davies |